# Corinne Anselmet
Corinne Anselmet (* 1986 in Saint-Jean-de-Maurienne) ist eine ehemalige französische Skirennläuferin.

## Biografie
Anselmet bestritt ihre ersten FIS-Rennen im Dezember 2001, zwei Jahre später folgten Einsätze im Europacup. Bei den französischen Juniorenmeisterschaften 2004 konnte sie in der Abfahrt den dritten Platz belegen. Ihren ersten internationalen Erfolg hatte sie bei den Juniorenweltmeisterschaften 2005 in Bardonecchia, wo sie Platz sieben in der Abfahrt erreichte. Im selben Jahr wurde sie Dritte bei den französischen Meisterschaften im Riesenslalom.
Am 5. Januar 2006 gelang ihr im Europacup die erste Top-Ten-Platzierung und nur drei Wochen später gewann sie die Super-Kombination in Megève. Da dies in der Saison 2005/06 das einzige Rennen in dieser Disziplin war, konnte sie auch die Superkombinationswertung für sich entscheiden.
Aufgrund einer Verletzung konnte Anselmet in der Saison 2006/07 keine Rennen bestreiten und ging danach nur mehr von Januar bis März 2008 bei FIS-Rennen an den Start.

## Erfolge

### Juniorenweltmeisterschaften
- Maribor 2004: 42. Abfahrt
- Bardonecchia 2005: 7. Abfahrt, 16. Super-G, 44. Riesenslalom
- Québec 2006: 10. Abfahrt, 10. Super-G

### Europacup
- 2005/06: 1. Superkombinationswertung
- 1 Sieg:

| Datum           | Ort    | Land       | Disziplin         |
| --------------- | ------ | ---------- | ----------------- |
| 27. Januar 2006 | Megève | Frankreich | Super-Kombination |

### Weitere Erfolge
- 1 Sieg in einem FIS-Super-G